# Баланс корисних компонентів
Баланс корисних компонентів (рос. баланс полезных компонентов англ. balance of useful components, нім. Nutzgehalt des Erzes, Nutzbilanz des Erzes) — характеризує розподіл корисного компонента між продуктами переробки — концентратом(тами) та відходами (хвостами). Б.к.к. визначає осн. показники процесу збагачення: якість і вихід концентрату, втрати і вміст корисного компонента у відходах, вилучення корисного компонента. Рівняння Б.к.к.:
100 α = γ1β1+γ2β2 +…γnβn + γn+1 Θ
де α — вміст корисного компонента у вихідній сировині; βі — те ж в і-тому концентраті; Θ — те ж в хвостах; γі — вихід i-того продукту, %.
Для оперативного контролю і управління процесом зважують і випробують вихідну руду і визначають вміст корисних компонентів у всіх продуктах, вихід концентрату і вилучення за рівнянням Б.к.к., яке в цьому випадку називається технол. балансом. Точнішим є товарний баланс, що складається за даними вагового обліку руди і товарних концентратів (з коригуванням на вологість), визначення вмісту корисного компонента в них, а також в залишках незавершеного виробництва і відходах з урахуванням механічних втрат.
ТОВАРНИЙ БАЛАНС КОРИСНИХ КОМПОНЕНТІВ — у збагаченні корисних копалин — складається за
даними вагового обліку збагачуваного матеріалу (руди, вугілля) і товарних концентратів (з коректуванням на
вологість), із визначення вмісту корисного компонента в
них, a також у залишках незавершеноговиробництва й відходах
з обліком механічних втрат. Товарний баланс корисних
компонентів складається по кожному компоненту в т (для
благородних металів у кг).